# Kabinett Holyoake II

Premierminister Keith Holyoake (1960)

Das Kabinett Holyoake II wurde in Neuseeland am 12. Dezember 1960 durch Premierminister Keith Holyoake von der New Zealand National Party gebildet und löste das Kabinett Nash ab. Es befand sich bis zum 20. Dezember 1963 im Amt und wurde dann durch das Kabinett Holyoake III abgelöst.
Bei der Wahl am 26. November 1960 verlor die bislang regierende New Zealand Labour Party von Premierminister Walter Nash ihre knappe Mehrheit und konnte mit 43,4 Prozent nur noch 34 Abgeordnete der 80 Abgeordneten im Repräsentantenhaus stellen. Die National Party Holyoakes war mit 47,6 Prozent Sieger der Wahl und zog mit 46 Abgeordneten ins Parlament ein, woraufhin Holyoake abermals Premierminister wurde. Bei der Wahl am 30. November 1963 wurde die National Party mit 47,1 Prozent der Wählerstimmen abermals stärkste Partei und zog mit 45 Abgeordneten ins Parlament ein. Die Labour Party mit ihrem neuen Spitzenkandidaten Arnold Nordmeyer errang 43,7 Prozent und verfügte nunmehr über 35 Mandate. Holyoake bildete daraufhin am 20. Dezember 1963 sein drittes Kabinett. 

## Minister
Dem Kabinett gehörten folgende Minister an:
| Amt                                                              | Name                                                | Beginn der Amtszeit                             | Ende der Amtszeit                               |
| ---------------------------------------------------------------- | --------------------------------------------------- | ----------------------------------------------- | ----------------------------------------------- |
| Premierminister                                                  | Keith Holyoake                                      | 12. Dezember 1960                               | 20. Dezember 1963                               |
| Außenminister                                                    | Keith Holyoake                                      | 12. Dezember 1960                               | 20. Dezember 1963                               |
| Stellvertretender Premierminister und Minister für Überseehandel | Jack Marshall                                       | 12. Dezember 1960                               | 20. Dezember 1963                               |
| Minister für Industrie und Handel                                | Jack Marshall                                       | 12. Dezember 1960                               | 20. Dezember 1963                               |
| Minister für Zölle                                               | Jack Marshall Norman Shelton                        | 12. Dezember 1960 24. Januar 1962               | 24. Januar 1962 20. Dezember 1963               |
| Generalstaatsanwalt und Justizminister                           | Ralph Hanan                                         | 12. Dezember 1960                               | 20. Dezember 1963                               |
| Minister of Māori Affairs                                        | Ralph Hanan                                         | 12. Dezember 1960                               | 20. Dezember 1963                               |
| Minister für Transport, Eisenbahnen und Zivilluftfahrt           | John McAlpine                                       | 12. Dezember 1960                               | 20. Dezember 1963                               |
| Marineminister                                                   | John McAlpine Richard Geoffrey Gerard               | 12. Dezember 1960 1. Mai 1961                   | 1. Mai 1961 20. Dezember 1963                   |
| Minister für Arbeit, Einwanderung und Bergbau                    | Tom Shand                                           | 12. Dezember 1960                               | 20. Dezember 1963                               |
| Tourismusminister                                                | Tom Shand Dean Eyre                                 | 12. Dezember 1960 1. Mai 1961                   | 1. Mai 1961 20. Dezember 1963                   |
| Minister für öffentliche Arbeiten und Elektrizität               | William Goosman                                     | 12. Dezember 1960                               | 20. Dezember 1963                               |
| Finanzminister                                                   | Harry Lake                                          | 12. Dezember 1960                               | 20. Dezember 1963                               |
| Verteidigungsminister und Polizeiminister                        | Dean Eyre                                           | 12. Dezember 1960                               | 20. Dezember 1963                               |
| Landwirtschaftsminister                                          | William Henry Gillespie Thomas Hayman Brian Talboys | 12. Dezember 1960 23. April 1961 2. Januar 1962 | 23. April 1961 2. Januar 1962 20. Dezember 1963 |
| Minister für Ländereien und Forsten                              | Richard Geoffrey Gerard                             | 12. Dezember 1960                               | 20. Dezember 1963                               |
| Innenminister                                                    | Leon Götz                                           | 12. Dezember 1960                               | 20. Dezember 1963                               |
| Minister für Inselterritorien und Zivilverteidigung              | Leon Götz                                           | 12. Dezember 1960                               | 20. Dezember 1963                               |
| Wohnungsbauminister                                              | John Rae                                            | 12. Dezember 1960                               | 20. Dezember 1963                               |
| Bildungsminister                                                 | Blair Tennent                                       | 12. Dezember 1960                               | 20. Dezember 1963                               |
| Minister für wissenschaftliche und industrielle Forschung        | Blair Tennent                                       | 12. Dezember 1960                               | 20. Dezember 1963                               |
| Generalpostmeister                                               | Thomas Hayman Arthur Kinsella                       | 12. Dezember 1960 1. Mai 1961                   | 1. Mai 1961 20. Dezember 1963                   |
| Minister für Gesundheit und soziale Sicherheit                   | Norman Shelton Donald McKay                         | 12. Dezember 1960 24. Januar 1962               | 24. Januar 1962 20. Dezember 1963               |
| Minister für Frauen- und Kinderwohlfahrt                         | Norman Shelton Donald McKay                         | 12. Dezember 1960 24. Januar 1962               | 24. Januar 1962 20. Dezember 1963               |
| Rundfunkminister                                                 | Arthur Kinsella                                     | 12. Dezember 1960                               | 20. Dezember 1963                               |
| Minister ohne Geschäftsbereich                                   | David Seath                                         | 24. Januar 1962                                 | 20. Dezember 1963                               |